# Eilif Kristen Mikkelsplass
Eilif Kristen Mikkelsplass (7 ottobre 1958) è un ex fondista norvegese.
È fratello del fondista Pål Gunnar e marito della biatleta Hildegunn, a loro volta sciatori nordici di alto livello.

## Biografia
In Coppa del Mondo ottenne l'unica vittoria, nonché unico risultato di rilievo, il 9 dicembre 1984 a Cogne. Non partecipò né a rassegne olimpiche né iridate.

## Palmarès

### Coppa del Mondo
- 1 podio (individuale[2]):
  - 1 vittoria

#### Coppa del Mondo - vittorie
| Data            | Località | Nazione | Spec. |
| --------------- | -------- | ------- | ----- |
| 9 dicembre 1984 | Cogne    | Italia  | 15 km |